# Carientothrips badius
Carientothrips badius är en insektsart som först beskrevs av Ian A. Hood 1918.  Carientothrips badius ingår i släktet Carientothrips och familjen rörtripsar. Inga underarter finns listade i Catalogue of Life.